# Christian de Duve
Christian de Duve (Thames Ditton, 2 de outubro de 1917 – 4 de maio de 2013) foi um bioquímico belga.

## Vida
Um citologista e bioquímico belga vencedor do Prêmio Nobel. Ele fez descobertas fortuitas de duas organelas celulares, peroxissomo e lisossoma, pelas quais ele compartilhou o Prêmio Nobel de Fisiologia ou Medicina em 1974 com Albert Claude e George E. Palade ("por suas descobertas sobre a organização estrutural e funcional do célula"). Além de peroxissomo e lisossoma, ele inventou nomes científicos como autofagia, endocitose e exocitose em uma única ocasião.
Filho de refugiados belgas durante a Primeira Guerra Mundial, de Duve nasceu em Thames Ditton, Surrey, Inglaterra. Sua família retornou à Bélgica em 1920. Ele foi educado pelos jesuítas em Onze-Lieve-Vrouwinstituut em Antuérpia e estudou medicina na Universidade Católica de Leuven. Ao obter seu doutorado em 1941, ele se juntou à pesquisa em química, trabalhando com a insulina e seu papel no diabetes mellitus. Sua tese rendeu-lhe o mais alto grau universitário agrégation de l'enseignement supérieur (equivalente ao PhD) em 1945.
Com seu trabalho na purificação da penicilina, ele obteve o grau de MSc em 1946. Ele foi para mais treinamento com (mais tarde ganhadores do Prêmio Nobel) Hugo Theorell no Karolinska Institutet em Estocolmo, e Carl e Gerti Cori na Universidade de Washington em St. Louis. Ele ingressou na faculdade de medicina em Leuven em 1947. Em 1960, foi convidado para o Rockfeller Institute (agora Rockefeller University). Com acordo mútuo com Leuven, ele se tornou professor em ambas as universidades a partir de 1962, dividindo seu tempo entre Leuven e Nova York. Ele se tornou professor emérito da Universidade de Louvain em 1985 e da Rockefeller em 1988.
De Duve recebeu o título de visconde em 1989 pelo rei Balduíno da Bélgica. Ele também foi um destinatário de prêmio Francqui, Gairdner International Award Foundation, Prêmio Heineken, e EB Medalha de Wilson. Em 1974, ele fundou o Instituto Internacional de Patologia Celular e Molecular em Bruxelas, posteriormente renomeado como Instituto de Duve em 2005. Ele foi o presidente fundador do Prêmio L'Oréal-UNESCO para Mulheres na Ciência. Ele morreu por eutanásia legal depois de sofrer por um longo período de câncer e fibrilação atrial.

## Publicações
De Duve foi um escritor prolífico, tanto em obras técnicas como populares. Os trabalhos mais notáveis são:
- A Guided Tour of the Living Cell (1984) ISBN 0-7167-5002-3
- La cellule vivante, une visite guidée, Pour la Science (1987) ISBN 978-2-902918-52-2
- Construire une cellule, Dunod (1990) ISBN 978-2-7296-0181-2
- Blueprint for a Cell: the Nature and Origin of Life (1991) ISBN 0-89278-410-5
- Poussière de vie, Fayard (1995) ISBN 978-2-213-59560-3
- Vital Dust: Life as a Cosmic Imperative (1996) ISBN 0-465-09045-1
- Life Evolving: Molecules, Mind, and Meaning (2002) ISBN 0-19-515605-6
- À l’écoute du vivant, éditions Odile Jacob, Paris (2002) ISBN 2-7381-1166-1
- Singularities: Landmarks on the Pathways of Life (2005) ISBN 978-0-521-84195-5
- Singularités: Jalons sur les chemins de la vie, éditions Odile Jacob (2005) ISBN 978-2-7381-1621-5
- Science et quête de sens, Presses de la Renaissance, (2005) ISBN 978-2-7509-0125-7
- Génétique du péché originel. Le poids du passé sur l’avenir de la vie, éditions Odile Jacob (2009) ISBN 978-2-7381-2218-6
- Genetics of Original Sin: The Impact of Natural Selection on the Future of Humanity (2010) ISBN 978-0-3001-6507-4
- De Jesus a Jesus... en passant par Darwin, éditions Odile Jacob (2011) ISBN 978-2-7381-2681-8